# Drepanozaur
Drepanosaurus (z gr. "kosa" + "jaszczur") jest nazwą rodzajową nadrzewnego diapsyda żyjącego w późnym triasie na terenach obecnej Europy i Ameryki Północnej (jego skamieniałości odkryto w północnych Włoszech oraz w Nowym Meksyku). Był to pierwszy opisany gad swojej rodziny, która w związku z tym nazwana została Drepanosauridae. Megalankozaur żył w tym samym czasie i na tym samym terenie co drepanozaur, ale był od niego dużo mniejszy.

## Budowa
- Długość ciała drepanozaura wynosiła około 50 centymetrów.
- Jedyny odkryty szkielet zwierzęcia pozbawiony był przedniej części ciała wraz z czaszką. Przypuszcza się, że była podobna do czaszki megalankozaura, którego głowa posiadała pewne ptasie cechy.
- Szkielet jest lekkiej budowy i ma charakter pneumatyczny. Łopatki drepanozaura mają budowę analogiczną do tych występujących u takich nadrzewnych zwierząt, jak ikarozaur, longiskwama, megalankozaur, czy dzisiejsze kameleony.
- Paliczki i pazury zwierzęcia są względnie długie i mobilne. Palce nie mają charakteru preciwstawnego, jak u megalankozaura. W związku z tym drepanozaur nie mógł chwytać gałęzi, lecz raczej czepiać się powierzchni drzewa pazurami.
- Nietypowo zbudowane były przednie kończyny zwierzęcia. W okolicy stawu łokciowego znajdowała się duża, przekształcona kość łokciowa, której funkcję przejęła jedna z kości nadgarstka, biegnąca u zwierzęcia wzdłuż kości promieniowej. Prawdopodobnie, istnienie takiej modyfikacji kości łokciowej związane było z posiadaniem przez zwierzę na palcach wskazujących przednich kończyn olbrzymich pazurów i koniecznością istnienia dobrego miejsca przyczepu dla jego mięśni.

Przez pewien czas myślano, że drepanozaur był zwierzęciem ryjącym, używającym do grzebania w ziemi swych pazurów. Jednakże badania anatomii kończyn takich zwierząt, jak krety wykazuje, że mają one inną budowę. Jedyną analogię może stanowić mrówkojad karłowaty, który mocnymi pazurami rozdziera korę w poszukiwaniu owadów. Drepanozaur mógł tak samo wykorzystywać swoje potężne pazury.
Pozycja systematyczna: Patrz Drepanosauridae.